# Szarvas József
Szarvas József (Debrecen, 1958. június 5. –) Kossuth- és Jászai Mari-díjas magyar színész, érdemes és kiváló művész.

## Életpályája
1977–1983 között segédszínész volt szülővárosában. 1983–1987 között a Színház- és Filmművészeti Főiskolán tanult Horvai István osztályában. 1987–1997 között a Vígszínház tagja, 1997–2001 között a kaposvári Csiky Gergely Színház színésze, 2001–2002-ben szabadfoglalkozású művész volt. 2002 óta a Nemzeti Színház tagja.
2021-től a Színház- és Filmművészeti Egyetem tanára.

### Magánélete
Első feleségével közös gyermekük: Dávid. Két unokája van: Julcsi és Dorka. Második felesége Tüű Zsófia rendezőasszisztens, kislányuk Katinka, aki Down-szindrómával született. Családjával Zsámbékon él.

## Színpadi szerepei
- A kaukázusi krétakör(2023) - Lavrenti, Gruse bátyja / Öreg tejárus / Öreg paraszt / Fogadós
- Bakkhánsnők (2022) - Teiresziasz
- A Mester és Margarita (2021) - Sztyopa
- A kassai polgárok(2020) - Dyles, a molnár
- Tizenhárom almafa (2020) - Táncos Csuda Mózes
- Médeia (2019) - Aigeusz, Athén királya
- Pustol a hó (2019) -
- Sára asszony (2019) - György, ötven éves férfi
- Csongor és Tünde (2016) - Balga

Korábbi szerepei a Nemzeti Színházban
- Meggyeskert (2019) - Szimeonov-Piscsik, Borisz Boriszovics, földbirtokos (2018-2020)
- Figaro házassága avagy egy őrült nap emléke (2017) - Antonio, gondnok és kertész a gróf birtokán (2017-2018)
- Az ügynök halála (2017) - Charley (2017-2020)
- Szenvedély (2016) - Johan Andersson (2016-2020)
- A krokodilus (2016) - Német tulajdonos (2016-2018)
- A gát (2016) - Jack (2015-2018)
- Szindbád (2015) (2015-2019)
- Don Quijote (2015) - Nicolas, borbély (2015-2016)
- Ingyenélők (2015) - Timót Pál (2014-2016)
- A helység kalapácsa (2014) - Lágyszívű kántor (2014-2019)
- Éjjeli menedékhely (2014) - Medvegyev, nagybátyjuk, rendőr (2014-2016)
- Szentivánéji álom (2014) - Zuboly (2014-2020)
- Boldogságlabirintus (2014) - Mihály, szerzetes (2013-2017)
- Ahogy tetszik (2014) - CORINNUS, UDVARONC (2013-2015)
- Bányavirág (2013) - Illés (2012-2013)
- Sirály (2013) - Samrajev (2012-2013)
- Hamlet (2012) - Sírásó 1. (2011-2013)
- A tanítónő (2012) - Kántor (2011-2013)
- Egy lócsiszár virágvasárnapja (2011) - Kolhaas Mihály (2011-2013)
- Szent Johanna (2011) - La Hire kapitány (2011-2013)
- Egyszer élünk avagy a tenger azontúl tűnik semmiségbe (2011) (2011-2013)
- Jó estét nyár, jó estét szerelem (2010) - Személyzetis / Lakótárs / Fizetőpincér (2010-2012)
- Jeremiás avagy Isten hidege (2010) - Ökrös Lóránd, Jeremiás volt osztálytársa /Verrasztó Miklós, halott építőmester/ (2010-2011)
- Vadászjelenetek Alsó-Bajorországból (2010) - Volker, Mária szolgája (2010-2013)
- Orfeusz alászáll (2009) - Talbott, seriff (2009-2013)
- Berzsián és Dideki (2009) - Szőrénszőr Tejbajszán, főtűzoltó (2009-2012)
- János vitéz I. (2009) - Bagó (2008-2011)
- Vesztegzár a Grand Hotelben (2008) - Kapucinus atya, valójában Doddy * Kramartz, nemzetközi szélhámos (2007-2012)
- Szilveszter (2008) - Patmore (2008)
- Ördögök (2007) (2007-2008)
- Hermelin (2007) - Dr. Plundrich Károly (2007-2010)
- Mesél a bécsi erdő (2007) - Oszkár (2007-2009)
- Csongor és Tünde (2006) - Balga (2006-2008)
- Tizenkét dühös ember (2006) - 10. esküdt (2006-2013)
- Az öngyilkos (2006) - Jelpigyij atya, ortodox pap (2006-2007)
- Farsang (2005) - Nae Girimea, borbély és felcser (2005-2007)
- A Mester és Margarita (2005) - Jesua (2005-2010)
- A Senák (2004) - Lecki Géza (2004-2006)
- Czillei és a Hunyadiak (2004) - Gara László, nádor (2004-2005)
- Gyévuska (2003) - Felkay (2003-2005)
- Holdbeli csónakos (2003) - Közreműködnek: (2003-2013)
- Bánk bán (2002) - Tiborc, paraszt (2002-2004)
- Peer Gynt (2002) - Begriffendelt, Násznagy, Legöregebb udvari manó, * * * Sovány (2002-2004)
- Az ember tragédiája (2002) - Ádám (2002-2003)
- Vasárnapi Ebéd - LACI BÁCSI, az anya testvére, erős ötvenes (2010)
- Nyugat 100 (2008)
- III. Richárd - I. gyilkos (2004-2008)
- The Black Rider - Bertram, erdész (2009)
- A nyolcadik - Linpen, harminc év körüli fiatalember (2010)

- Görgey Gábor: Fejek Ferdinándnak....Vitéz
- Barta Lajos: A sötét ház....Az őrjárat tagja
- Nagy Lajos: Új vendég érkezett....Józsi
- Szabó Magda: Régimódi történet....
- Ödön von Horváth: Kazimír és Karolin....
- Fényes Szabolcs: Maya....
- Füst Milán: A zongora....Klein úr
- Szép Ernő: Május....A cipősubickoló
- Kocsis István: Megszámláltatott fák....Első őrmester
- Molnár Ferenc: Egy, kettő, három....Szolga
- Karinthy Ferenc: Ősbemutató....Slukk Tóni
- Remenyik Zsigmond: 'Vén Európa' Hotel....Hans
- Molnár Andrea: Három kecskék....
- Jean Anouilh: Eurydike....Autóbuszsofőr
- Gershwin: Vadnők....
- Molière: Képzelt beteg....Id. Kolikacziusz
- Friedrich Dürrenmatt: Az öreg hölgy látogatása....Kühn
- Dosztojevszkij: A Karamazov testvérek....Dmitrij
- Dosztojevszkij: Ördögök....Kirillov
- Csehov: Ványa bácsi....Vojnyickij
- Beaumarchais: A sevillai borbély avagy a hiábavaló elővigyázat....Basilio
- Lope de Vega: Sevilla csillaga....Fernán Pérez de Medina
- Schwartz: Godspell
- Jaroslav Hašek: Svejk, egy derék katona kalandjai a hátországban....Svejk
- Zerkovitz Béla: Csókos asszony....János
- Sütő András: Álomkommandó....Második/Első belügyi biztos
- Whiting: Angyali Johanna....Csatornatisztító
- Kornis Mihály: Kozma....
- Tennessee Williams: A vágy villamosa....Steve Hubbell
- Gorkij: Éjjeli menedékhely....Klescs
- Schnitzler: Körmagyar....Katona
- Gyurkovics Tibor: Boldogháza....Venczel Imre
- Malamud: A segéd....Ward Minogue
- Lesage: Crispin, mint vetélytárs....Orgon
- Beaumarchais: Figaro házassága avagy egy bolond nap....Írnok
- Kárpáti Péter: Az út végén a folyó....Jani
- Örkény István: Rózsakiállítás....Nuofer
- Büchner: Leonce és Léna....Valerio
- Frenkó Zsolt: Jobb mint otthon....Charley Földes
- William Shakespeare: Ahogy tetszik....Vili
- Walker: A büntető kéz....Bernardo
- Carlo Goldoni: Két úr szolgája....Truffaldino
- Osborne: Dühöngő ifjúság....Cliff
- Leonard Bernstein: West Side Story....Turbo Diesel
- William Shakespeare: Rómeó és Júlia....Lőrinc barát
- Kapás Dezső: Jób könyve....Cófár
- Rigby: A domb....McGrath
- Arthur Miller: Közjáték Vichyben....Bayard
- Szophoklész: Oidipusz....Oidipus
- Bertolt Brecht: Jó embert keresünk....vízárus
- Kárpáti Péter: Országalma....Csulánó; Jankó
- George Bernard Shaw: Szent Johanna....La Hire kapitány
- Szomory Dezső: Hermelin....Róna-Ilos; Dr. Plundrich Károly
- Esterházy Péter: Búcsúszimfónia....Bolond ifjabb Tóth Menyus
- Molière: Dandin György avagy a megcsúfolt férj....Dandin György
- Labiche-Michel: Olasz szalmakalap....Nonancourt
- Mrozek: Emigránsok....XX
- Arthur Miller: Az ügynök halála....Ben
- Csepreghy Ferenc: A sárga csikó....Csorba Márton
- Deák Ferenc: Fojtás....Targoncás; Tőzsér
- Bulgakov: Iván, a rettentő....Ivan Vasziljevics Bunsa-Koreckij; Rettegett Iván
- Parti Nagy Lajos: Ibusár....Vargányai Gusztáv; Állomásfőnök; Talpighy gróf; Muszka kém
- Szomory Dezső: Bella....Gróf Thurein-Ernőffy Károly
- Móricz Zsigmond: Rokonok ....Kardics
- Genet: A balkon....Rendőrfőnök
- Sondheim: Sweeney Todd, a véres londoni borbély....Altiszt
- Csehov: Platonov....Bugrov Tyimofej Gyorgyevics
- Sztravinszkij: A katona története....Katona
- Vörösmarty Mihály: Csongor és Tünde....Balga
- Gombrowicz: Operett....Himaláj herceg
- Miller: Megszállottak....Herdál tiszteletes
- Brecht: A szecsuáni jólélek....Jang Szun
- William Shakespeare: Lear király....Edgar
- Madách Imre: Az ember tragédiája....Ádám
- Henrik Ibsen: Peer Gynt....Begriffendelt; Násznagy; Legöregebb udvari manó; Sovány
- Katona József: Bánk bán....Tiborc
- Weöres Sándor: A holdbéli csónakos....
- Darvas Benedek: Gyévuska....Felkay
- Vörösmarty Mihály: Czillei és a Hunyadiak....Gara László
- Háy János: A Senák....Lecki Géza
- William Shakespeare: III. Richárd....I. gyilkos
- Bulgakov: A Mester és Margarita....Jesua
- Ion Luca Caragiale: Farsang....Nae Girimea
- Erdman: Az öngyilkos....Jelpigyij atya
- Reginald Rose: Tizenkét dühös ember....10. esküdt
- Hamvas–Spiró: Szilveszter....Patmore
- Kacsóh Pongrác: János vitéz....Bagó
- Straus: A park....Második férfi
- Ács Bálint: Tenkes kapitánya....Pityik őrmester
- Lázár Ervin: Berzsián és Dideki....Szőrénszőr Tejbajszán
- Williams: Orfeusz alászáll....Talbott
- Sperr: Vadászjelenetek Alsó-Bajorországból....Volker
- Térey János: Jeremiás avagy Isten hidege....Ökrös Lóránd
- Presser Gábor: Jó estét nyár, jó estét szerelem....Személyzetis; Lakótárs; Fizetőpincér
- Mong Attila: Egyszer élünk, avagy a tenger azontúl tűnik semmiségbe....
- Dés László: Valahol Európában....Leventeoktató
- Sütő András: Egy lócsiszár virágvasárnapja....Kolhaas Mihály
- Bródy Sándor: A tanítónő....Kántor
- Csehov: Sirály....Samrajev
- Székely Csaba: Bányavirág....Illés
- Gotthold Ephraim Lessing: Bölcs Náthán....Náthán, gazdag jeruzsálemi zsidó
- Conor McPherson: A gát....Jack

## Filmjei

### Játékfilmek
- Az új földesúr (1989)
- Melodráma (1991)
- Félálom (1991)
- Alkonyodik, a bárányok elvéreznek (1992)
- Indián tél (1992)
- Az eltűnt mozi (1992)
- Könyörtelen idők (1992)
- Nyomkereső (1993)
- A részleg (1994)
- Esti Kornél csodálatos utazása (1994)
- Hosszú alkony (1997)
- Zimmer Feri (1997)
- Kolónia (1999)
- Nekem lámpást adott kezembe az Úr Pesten (1999)
- 6:3 (1999)
- Visszatérés (Kicsi, de nagyon erős 2.) (1999)
- Életbevágó (1999)
- Egyszer élünk (2000)
- Utolsó vacsora az Arabs Szürkénél (2000)
- Üvegtigris (2000)
- Várjá' Vlagyimir (2000)
- Bizarr románc (Tanyasi dekameron) (2000)
- VII. Olivér (2001)
- A titkos háború (2001)
- Na végre, itt a nyár! (2001)
- A Hídember (2002)
- Másnap (2004)
- Zsiguli (2004)
- Apu (2005)
- Csudafilm (2005)
- Le a fejjel! (2005)
- Rokonok (2005)
- Sorstalanság (2005)
- Hasutasok (2006)
- Noé bárkája (2006)
- Üvegtigris 2. (2006)
- Szerafina (2007)
- Sínjárók (2007)
- Papírkutyák (2009)
- Üvegtigris 3. (2010)
- Zimmer Feri 2. (2010)
- Mancs (2013)
- A fekete bojtár (2015)
- 1945 (2017)
- Az énekesnő (2022)
- A játszma (2022)
- Brigádnapló (2024)

### Tévéfilmek
- Erdély aranykora 1-2. (1989)
- Vörös vurstli (1991)
- Három boltoskisasszony (1992)
- Boldog békeidők (1993)
- Fegyencek szabadságon (1993)
- Neonrománc (1994)
- Három idegen úr (1994)
- Patika (1994-1995)
- Ábel az országban (1994)
- A Szórád-ház (1997)
- Családi kör (2000)
- Kisváros (1997-2001)
- Családi album 1-3. (2000-2001)
- Tea (2003)
- Könyveskép (2007)
- A Hortobágy legendája (2007)
- Presszó (2008)
- Koccanás (2009)
- Antigoné (2010)
- Égi madár (2011)
- Mindenből egy van (2011)
- Pillangó (2012)
- Kossuthkifli (2015)
- A mi kis falunk (2020–)

## Hangjáték
- Rádiószínház - Tar Sándor írásaiból (1992)
- Gothár Péter: Menekülés az este elől, avagy a felboncolt szív (1993)
- Kosztolányi Dezső: A szörny (1994)
- Márton László: A mezőkeresztesi villamos (1994)
- Gion Nándor: Ott zöldebb volt az erdő (1996)
- Anton Pavlovics Csehov: Sirály (1997) … Dorn doktor ... Medvegyenkó
- Pierre Carlet de Marivaux: A próbatétel (1997)
- A vad gróf tárcái - Teleki Sándor emlékezik (1998)
- Zoltán Gábor: Búcsút venni (1999)
- Friedrich Hebbel : A rubin (2002)
- Háy János: A Herner Ferike faterja (2003)
- Gabnai Katalin: A jó élet (2011)
- Borbély Szilárd: Istenasszony Debrecen, avagy ki él itten Árkádiában? (2013)
- Balázs József: Magyarok (2015)

## Díjai, elismerései
- Az országos színházi találkozó legjobb férfialakítás díja (1991, 1998)
- A színikritikusok díja (1991)
- Jászai Mari-díj (1992)
- Hegedűs Gyula-emlékgyűrű (1992)
- Ajtay Andor-emlékdíj (1994)
- Magyar Filmkritikusok Díja – Legjobb férfi epizódszereplő (1996)
- Monte Carlo-i Televíziós Fesztivál, Arany Nimfa-díj – legjobb férfi színész minisorozat kategóriában (1998)[10]
- 31. Magyar filmszemle színészi különdíj (2000)
- Antenna Hungária legjobb férfi alakítás díja (2001)
- Kaszás Attila-díj (2008)
- Érdemes művész (2012)
- Magyar Arany Érdemkereszt (2014)
- Szalay Annamária Média Alapítvány Díj (2016)
- Kiváló művész (2017)
- Supka Magdolna emlékdíj (2017)
- A Magyar Érdemrend lovagkeresztje (2019) [11]
- Prima-díj (2019)[12]
- Vas megye díszpolgára (2020)[13]
- Kossuth-díj (2021)[14]

## Könyvek
- Bérczes László–Szarvas József: Könnyű neked, Szarvas Józsi...; Magvető, Bp., 2018, (Tények és tanúk) 137., ISBN 9789631437232